# 肇新窑业
肇新窑业是1923年由实业家杜重远创办并投产的机器制陶厂，是近代沈阳民族工业的代表。办公楼旧址位于辽宁省沈阳市沈河区惠工街92号，曾为沈阳地铁房地产及沈阳台商会馆使用，目前正在进行修缮及博物馆改造工程。2008年，办公楼旧址被列为沈阳市文物保护单位。

## 成立与沿革
1923年，为打破日资企业对奉天建筑所需砖瓦的垄断，在日本主修陶瓷专业学成归来的杜重远筹集资金决定办制陶厂。工厂选址奉天城北二台子，先行生产砖瓦。1927年，肇新窑业扩大生产规模并引入国外新式机器，组建制坯、绘釉等车间，开始投产瓷器。

## 办公楼建筑
肇新窑业办公楼建筑面积2077平方米，占地面积3145平方米，为地下一层、地上三层砖木结构。大楼内设有木楼梯及阳台，外立面为灰白色涂料水泥面。
由于肇新窑业办公楼旧址位于沈阳地铁二号线金融中心站建设位置上方，因此在地铁二号线修建前，有关部门曾在友好街、奉天街及天后宫路交汇口东南角的空地上预先建造了一栋复制建筑，并计划将肇新窑业办公楼旧址拆卸，但最终旧址并未拆除，予以保留。
2021年至2023年间，沈阳市沈河区人民政府、沈阳市文化旅游和广播电视局等各级部门均制定计划，预计将肇新窑业公司办公楼旧址改造为肇新窑业博物馆并对外开放，但尚未有详细的开放时间表。而与肇新窑业相关的部分文物于2023年起在沈阳博物馆以长期临时展览的形式开始对外展出。

## 厂房建筑
肇新窑业厂房旧址位于大东区沈铁路39号，位于该地址的肇新窑业公司厂区旧址（工业厂房）以及肇新窑业公司职工住宅旧址（工人住宅）2018年被列为第五批沈阳市历史建筑（三类）。2020年，沈阳市大东区人民政府在对政协委员提案进行回复时提到，大东区政府已对肇新窑业厂房旧址做好土地整理工作，对现有拆迁片区加大保护力度，防止历史遗存出现二次损毁。而地块产权单位沈阳市高压开关厂表示，对于肇新窑业公司职工住宅旧址（工人住宅）有企业自身的规划设想，暂没有修缮计划。